# Еди Рабит
Едвард Томас Рабит (енгл. Edward Thomas Rabbitt; Бруклин, Њујорк, 27. новембар 1941 — Нешвил, Тенеси, 7. мај 1998) био је амерички кантри музичар и кантаутор. Каријеру је започео током 1960-их, а у наредним деценијама је стекао велику популарност захваљујући хитовима Kentucky Rain (ову песму је 1970. написао за Елвиса Преслија), Pure Love, I Can't Help Myself, Suspicions, I Love a Rainy Night, Drivin' My Life Away, American Boy и многим другим.

## Детињство и младост
Еди Рабит је рођен 27. новембра 1941. године у Бруклину, Њујорку, у породици ирских имиграната, а одрастао је у Ист Оринџу у Њу Џерзију. Његов отац је био радник у нафтној индустрији, а из хобија је свирао виолину и хармонику и повремено наступао. Еди је већ са дванаест година био добар гитариста, а самог себе је називао "ходајућом енциклопедијом кантри музике“. После развода родитељаи, напустио је школу када је имао шеснаест година. Његова мајка је ово објашњавала речима да "Еди никада није био за школу, јер му је глава била исувише пуна музике“. Касније је похађао вечерњу школу, где је стекао диплому средње школе.